# James Dillon (Komponist)
James Dillon (* 29. Oktober 1950 in Glasgow) ist ein schottischer Komponist.

## Leben
Dillon studierte 1968 Kunst und Design an der Glasgow School of Art, 1970 Linguistik am University College of London, 1971 Akustik an der University of North London und von 1971 bis 1972 Mathematik bei Gordon Millar am Tavistock Institute; daneben hatte er Klavierunterricht bei Eleanor Purse, studierte indische Rhythmik bei Punita Gupta und nahm von 1984 bis 1985 Kurse für Computermusik am IRCAM. Als Komponist hingegen war er Autodidakt.
1978 erhielt er den ersten Preis beim Wettbewerb des Huddersfield Contemporary Music Festival. Hier wurde 1983 sein erstes Streichquartett vom Arditti String Quartet uraufgeführt, das auch die Uraufführungen seiner weiteren Streichquartette spielte. Das Huddersfield Festival widmete seinen Werken 1995 eine große Retrospektive.
1982 erhielt er den Kranichsteiner Musikpreis in Darmstadt. Er unterrichtete von 1982 bis 1992 in Darmstadt und leitete 1991 bei der Göteborger Sommerakademie die Kompositionsklasse. Daneben war er zwischen 1989 und 1992 Gastdozent am Goldsmiths College der University of London und zwischen 1993 und 1996 an der University of Central England in Birmingham. Er unterrichtete in zahlreichen Ländern Europas, 2003 auch am Oberlin Conservatory of Music in den USA.
Zwischen 1985 und 1996 entstand Dillons „German Triptych“, das die Werke „Überschreiten“, 1985 für die London Sinfonietta geschrieben, „helle Nacht“ für großes Orchester (1987) und das Flötenkonzert „Blitzschlag“, aufgeführt 1996 von Pierre-Yves Artaud und dem BBC Scottish Symphony Orchestra unter Leitung von Martyn Brabbins, umfasst.
In den 1980er und 1990er Jahren entstand mit „Nine Rivers“ eine Reihe von neun großen ambitionierten Werken in unterschiedlichster Besetzung, die von der Metapher des Flusses verbunden werden und in das groß besetzte Stück „Okeanos“ einmünden, ein Auftragswerk der BBC Proms für 1996. Ebenfalls für die Proms wurde sein „Violinkonzert“ geschrieben, das 2000 von Thomas Zehetmair und wiederum dem BBC Scottish Symphony Orchestra unter Martyn Brabbins uraufgeführt wurde.
Mit „L’évolution du vol“ schuf Dillon einen Liederzyklus für Frauenstimme und Kammerorchester. Der erste Band von „Traumwerk“, einer Reihe von Violinstücken, wurde von der Royal Philharmonic Society mit dem ersten Preis im Bereich Kammermusik ausgezeichnet, ebenso wie 2003 der fünfte Band seines Zyklus für Klavier solo „The Book of Elements“. Mit der im Auftrag der Société Philharmonique de Bruxelles entstandenen „Via Sacra“ und „La Navette“, einem Auftragswerk für die Donaueschinger Musiktage 2001 legte Dillon die ersten beiden Teile des vierteilig geplanten Zyklus „Via sacra“ vor.
2004 wurde in Porto seine Oper Philomela uraufgeführt, im März 2005 spielte das Quatuor Diotima die Uraufführung seines „Vierten Streichquartetts“, für das er ebenfalls mit dem Royal Philharmonic Society Music Award ausgezeichnet wurde.